# دینار بحرین
دینار بحرین یکای پول رایج در کشور بحرین است. دینار بحرین به ۱۰۰۰ فلس تقسیم می‌شود. واژه دینار از واژه رومی دیناریوس گرفته شده‌است. دینار در سال ۱۹۶۵ به ازای هر ۱۰ روپیه خلیج فارس برابر با ۱ دینار معرفی شد.
دینار بحرین، جزء ده پول قدرتمند دنیا در سال 2023 معرفی شده است.

## سکه‌ها

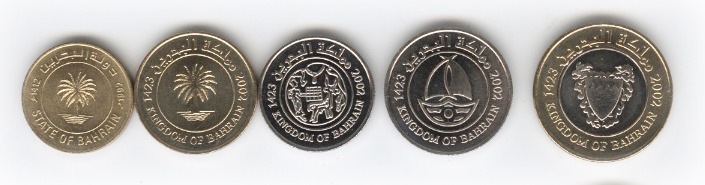

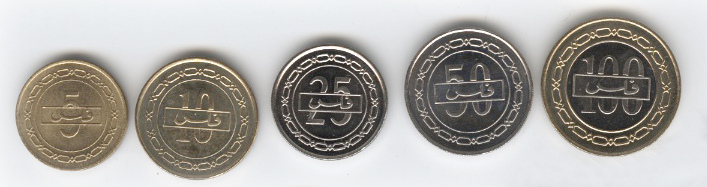

## اسکناس‌ها
| سری چهارم (کنونی) | سری چهارم (کنونی) | سری چهارم (کنونی) | سری چهارم (کنونی) | سری چهارم (کنونی) | سری چهارم (کنونی)                 | سری چهارم (کنونی)                 |
| نگاره             | نگاره             | بها               | ابعاد (میلی‌متر)   | رنگ               | شرح                               | شرح                               |
| رو                | پشت               | بها               | ابعاد (میلی‌متر)   | رنگ               | رو                                | پشت                               |
| ----------------- | ----------------- | ----------------- | ----------------- | ----------------- | --------------------------------- | --------------------------------- |
|                   |                   | ½ دینار           | ۱۵۴ × ۷۴          | قهوه‌ای و هلویی    | دادگاه قدیمی بحرین                | پیست بین‌المللی بحرین              |
|                   |                   | ۱ دینار           | ۱۵۴ × ۷۴          | قرمز              | نخستین مدرسه بحرین                | چند اسب عرب و یادمان مروارید      |
|                   |                   | ۵ دینار           | ۱۵۴ × ۷۴          | آبی               | خانه شیخ عیسی در محرق و قلعه رفاع | نخستین چاه نفتی و آلومینیوم بحرین |
|                   |                   | ۱۰ دینار          | ۱۵۴ × ۷۴          | سبز               | حمد بن عیسی                       | میان‌گذر شیخ عیسی                  |
|                   |                   | ۲۰ دینار          | ۱۵۴ × ۷۴          | قهوه‌ای و آبی روشن | حمد بن عیسی                       | مسجد فاتح                         |

## کشورهای دیگر که دینار یکای پول آن‌ها است
| نام کشور      | یکای پول "دینار"                    |
| ------------- | ----------------------------------- |
| اردن          | دینار اردن                          |
| الجزایر       | دینار الجزایر                       |
| بحرین         | دینار بحرین                         |
| تونس          | دینار تونس                          |
| سودان         | دینار سودان                         |
| صربستان       | دینار صربستان                       |
| عراق          | دینار عراق                          |
| کویت          | دینار کویت                          |
| لیبی          | دینار لیبی                          |
| مقدونیه شمالی | دینار مقدونیه                       |
| ایران         | ریال ایران - به صد دینار بخش می‌گردد |